# Velika nagrada Salona 1949
Velika nagrada Salona 1949 je bila devetnajsta in zadnja dirka za Veliko nagrado v Sezoni Velikih nagrad 1949. Odvijala se je 9. oktobra 1949 na dirkališču Autodrome de Linas-Montlhéry. 

## Rezultati

### Dirka
| Poz | Dirkač         | Moštvo                       | Dirkalnik         | Krogi | Čas/Odstop |
| --- | -------------- | ---------------------------- | ----------------- | ----- | ---------- |
| 1   | Raymond Sommer | Automobiles Talbot Darracq   | Talbot-Lago T26C  | 64    | 2:42:18.0  |
| 2   | Harry Schell   | Horschell Racing Corporation | Talbot-Lago T26C  | 64    | 2:44:28.0  |
| 3   | Pierre Meyrat  | Privatnik                    | Talbot-Lago T26SS | 60    | +4 krogi   |
| 4   | Charles Pozzi  | Privatnik                    | Delahaye 135      | 59    | +5 krogov  |
| 5   | Louis Gérard   | Privatnik                    | Delage D6         | 57    | +7 krogov  |
| 6   | Jean Behra     | Privatnik                    | Talbot-Lago T26SS | 56    | +8 krogov  |
| 7   | Marc Versini   | Privatnik                    | Delage D6         | 54    | +10 krogov |
| 8   | Jean Lucas     | Privatnik                    | Delage D6         | 53    | +11 krogov |
| 9   | Charles Huc    | Privatnik                    | Talbot-Lago T26SS | 51    | +13 krogov |

- Najhitrejši krog: Raymond Sommer - 2:23.8